# Josef Zeman
Josef Zeman (Drunče, 23 gennaio 1915 – 3 maggio 1999) è stato un calciatore cecoslovacco, di ruolo attaccante.

## Carriera
Della sua carriera internazionale si ricorda un gol nel suo primo match ai mondiali del 1938 in Francia. Fece il temporaneo 2-0 alla squadra dei Paesi Bassi ai tempi supplementari, la partita finì 3-0.

## Palmarès

### Club

#### Competizioni nazionali
- Campionato ceco: 2

Sparta Praga: 1937-1938, 1938-1939